# Le Perchay
Le Perchay är en kommun i departementet Val-d'Oise i regionen Île-de-France i norra Frankrike. Kommunen ligger i kantonen Vigny som tillhör arrondissementet Pontoise. År 2022 hade Le Perchay 513 invånare.

## Befolkningsutveckling
Antalet invånare i kommunen Le Perchay
| Referens: INSEE |